# Glasbeni posluh
Glásbeni poslúh je človekov čut za razumevanje glasbe. Sposobnost glasbenega posluha povezujemo tudi z intoniranim petjem, z občutkom za konsonančne in disonančne intervale v glasbi. (V laični razlagi: kdor ima glasbeni »posluh«, ima sposobnost razlikovati »razglašeno« od »uglašene« glasbe.)